# Fujaïrah (ville)
Pour les articles homonymes, voir Fujaïrah.
Fujaïrah ou Foudjaïrah est une ville des Émirats arabes unis, capitale de l'émirat de Fujaïrah. Elle est à la fois la seule capitale émiratie à être située sur le golfe d'Oman (les six autres se trouvant sur le golfe Persique), et la plus proche d'une frontière internationale de fédération, puisque le sultanat d'Oman est distant d'une quinzaine de kilomètres au sud, tout comme l'enclave omanaise de Madha qui se trouve au nord.

## Démographie
La ville de Fujaïrah est peuplée de 93 000 habitants[Quand ?], concentrant ainsi plus de la moitié de la population de l'émirat.

## Monuments principaux
La principale attraction touristique de la ville réside dans son fort, situé à seulement 2 km du centre. C'est une imposante construction de boue et de brique, édifiée vers 1670 et entièrement rénové en 2000. Il se compose de trois parties principales formée de plusieurs salles et de tours.

## Galerie

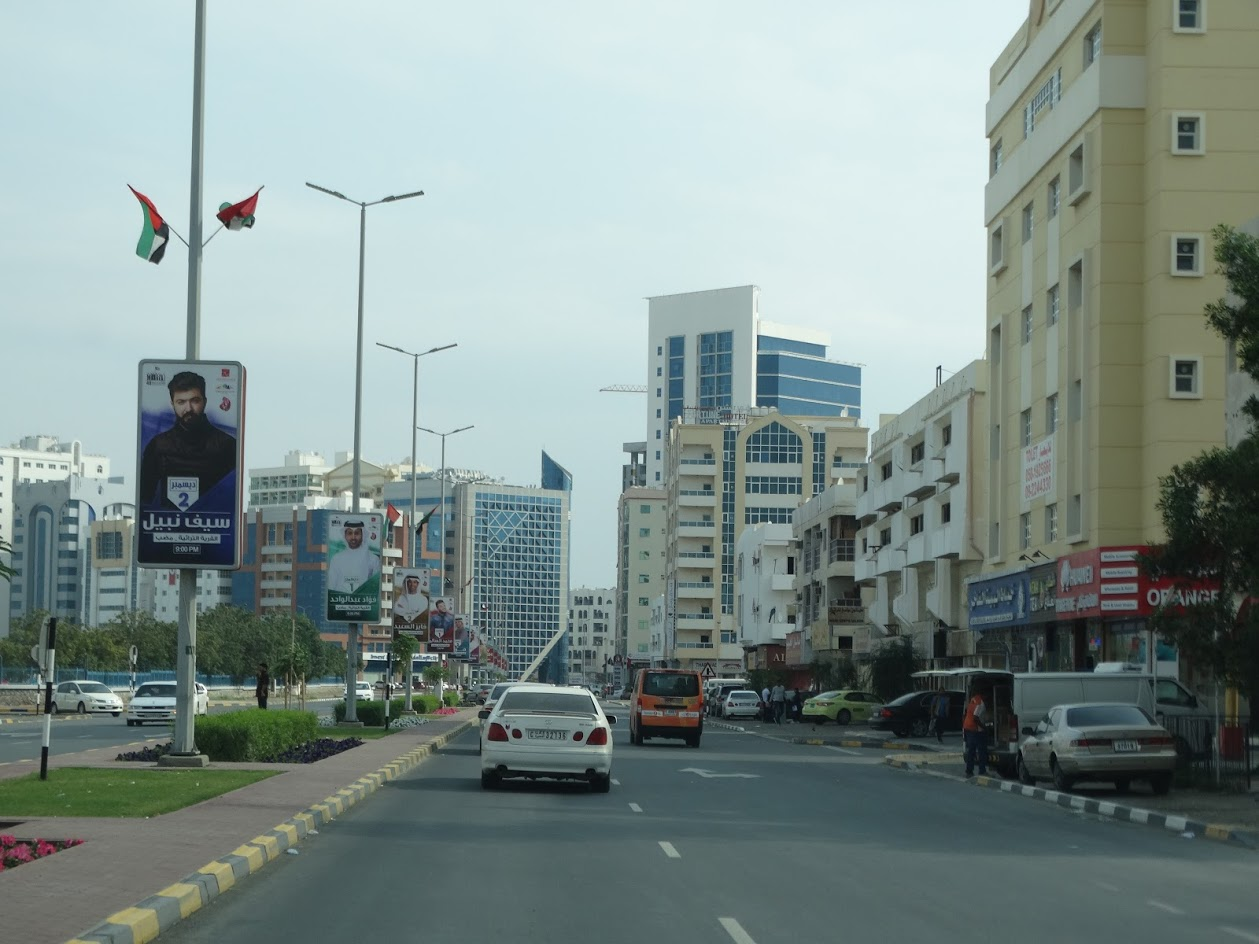
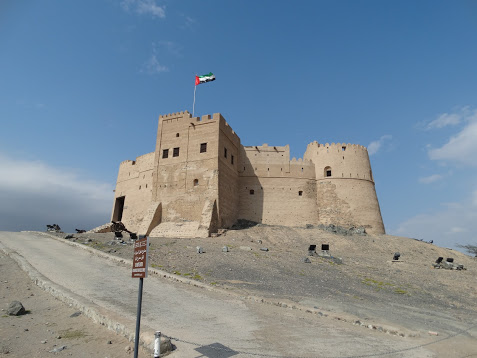
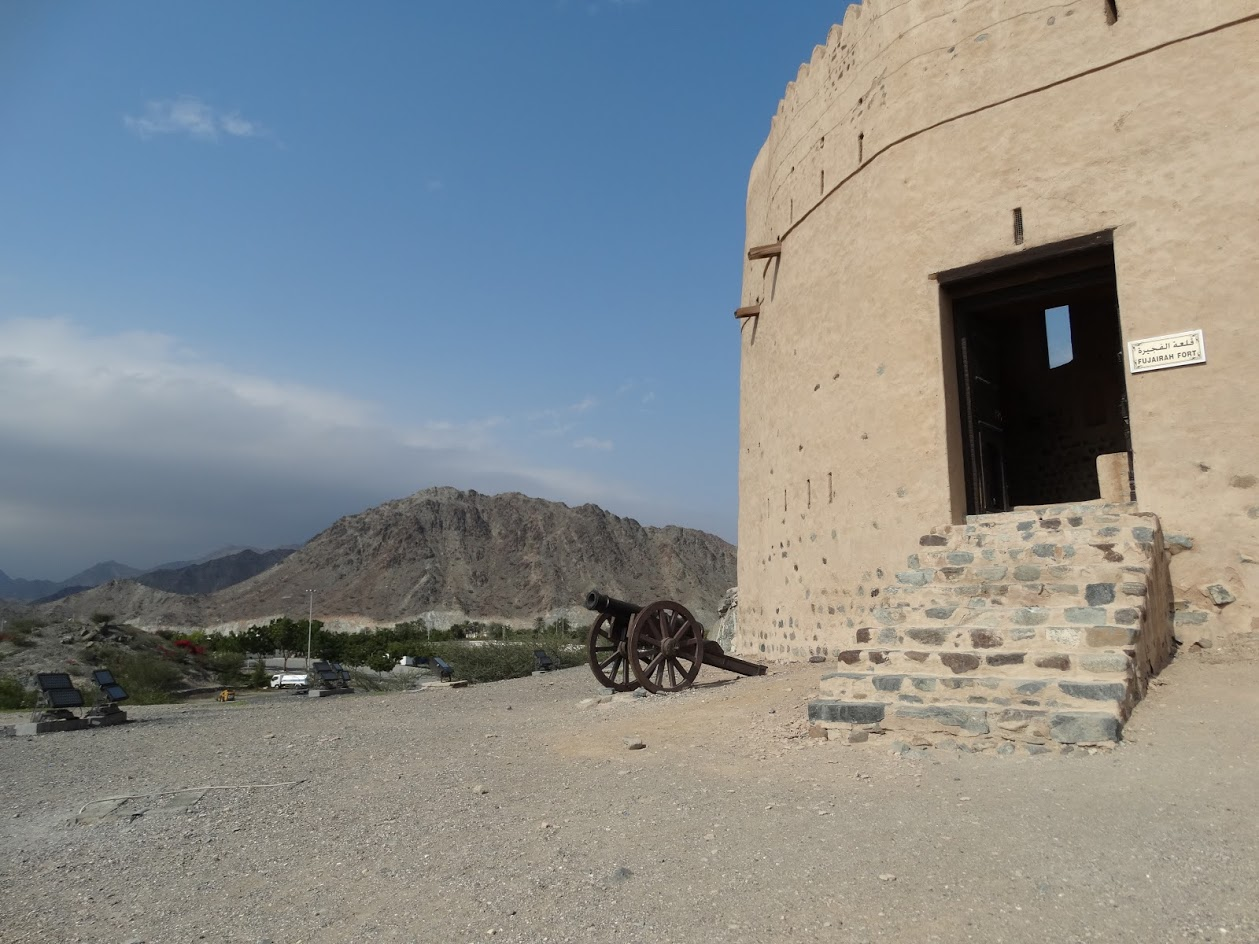
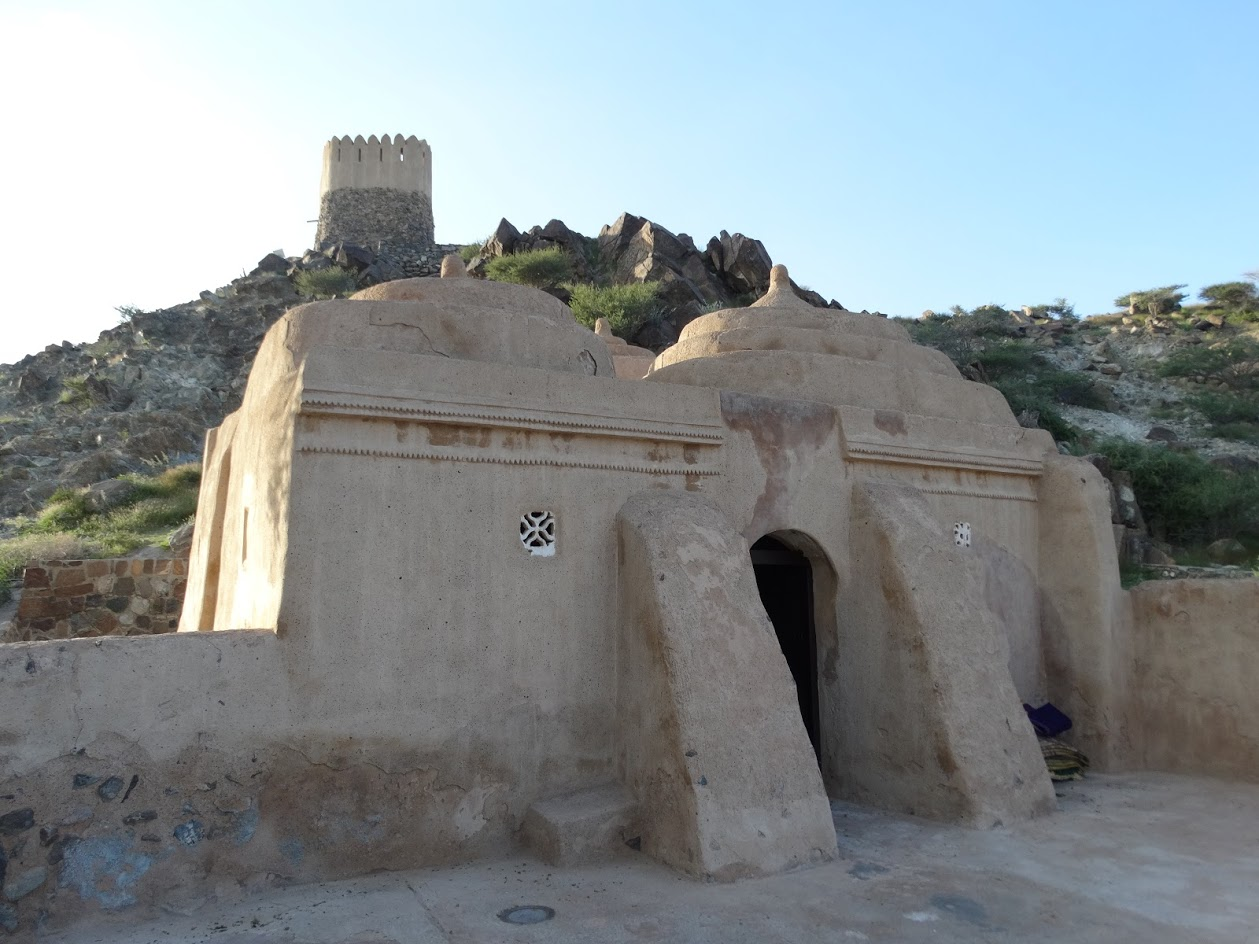
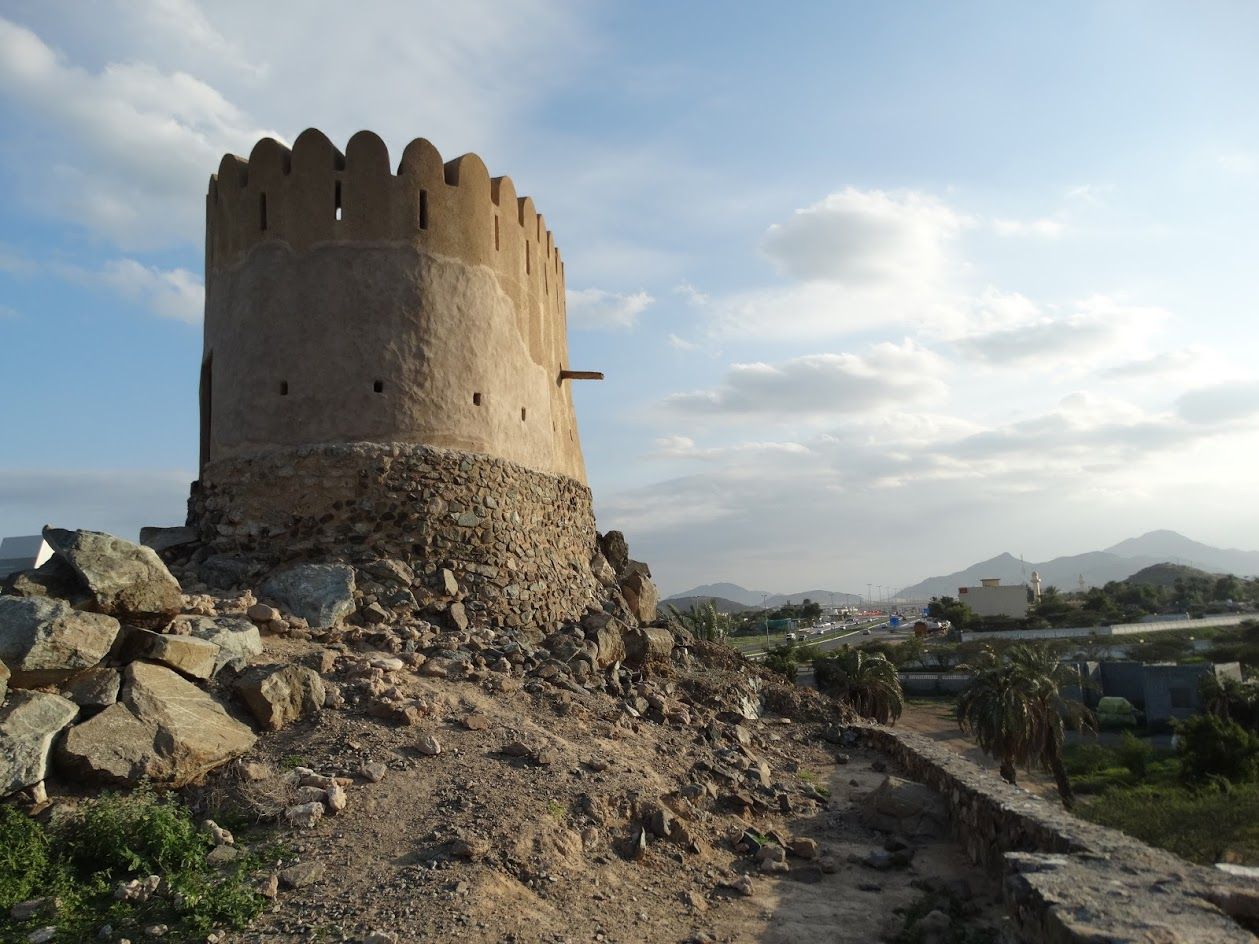
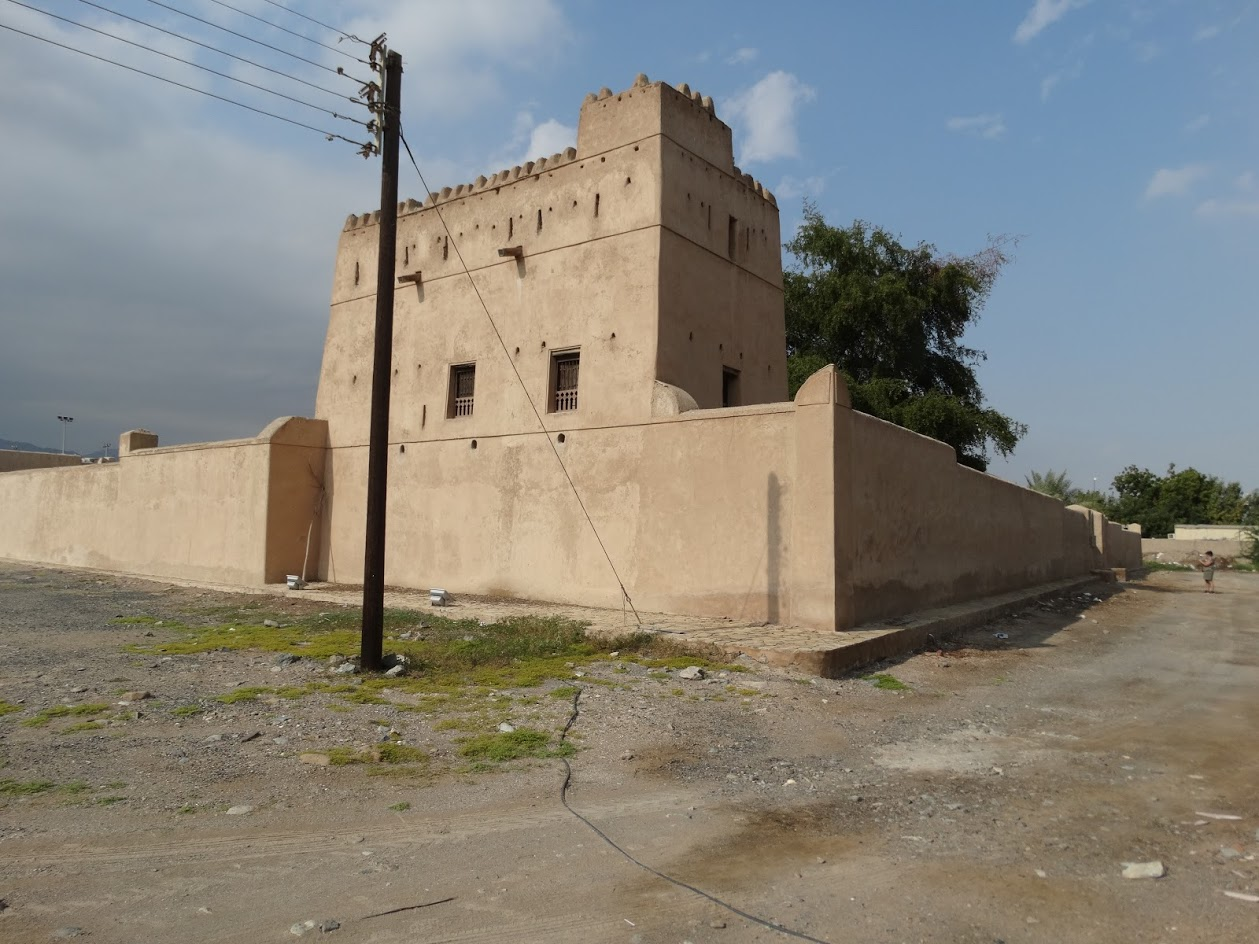
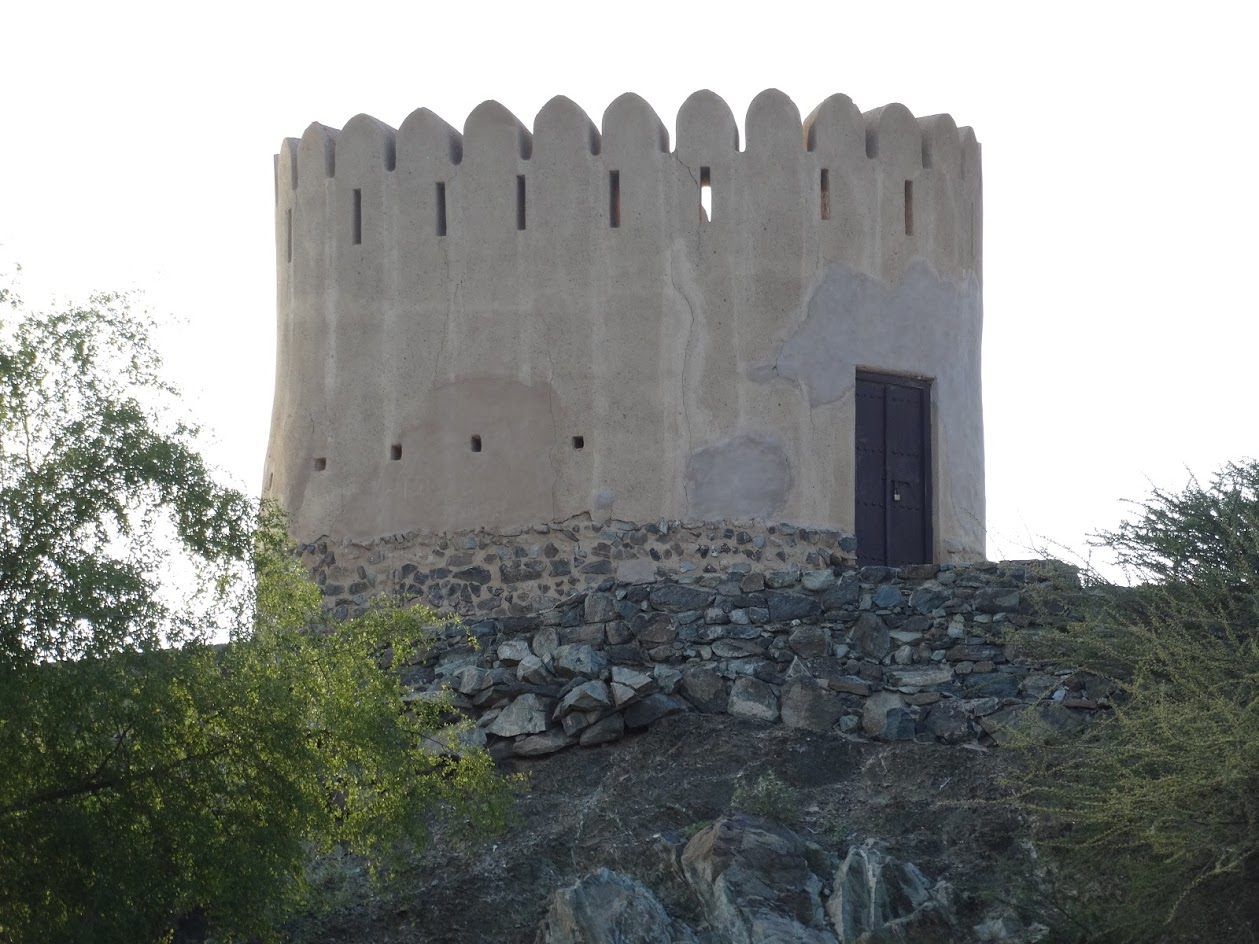

## Transports
L'agglomération est desservie notamment par l'aéroport international de Fujaïrah, situé dans sa banlieue sud-ouest à environ 2 km du centre-ville.

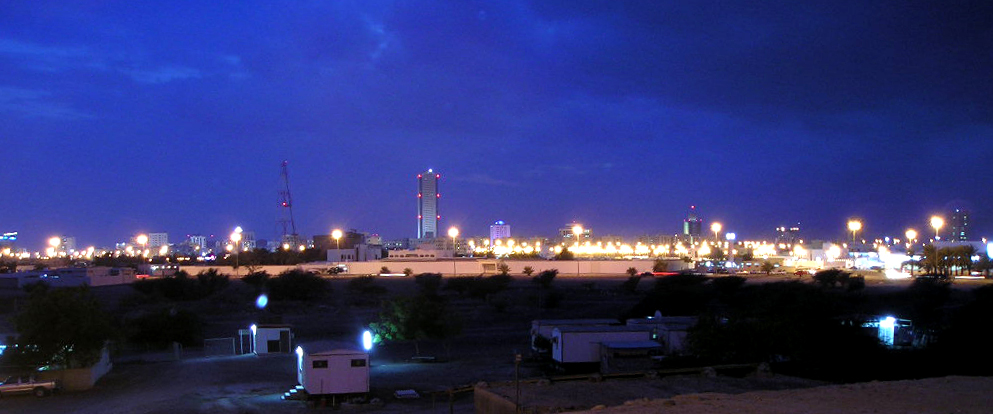
Fujaïrah de nuit.